# Витезовић
Витезовић је српско и хрватско презиме. Познати људи са овим презименом су:
- Павле Ритер Витезовић (1652–1713), хрватски књижевник
- Милован Витезовић (1944–2022), српски књижевник
- Миљко Витезовић (1951—2024), срспки музичар